# 拉斯普尼亚
42°30′13″N 0°09′17″E / 42.5036462°N 0.1547652°E
拉斯普尼亚，是西班牙阿拉贡自治区韦斯卡省的一个市镇。总面积45平方公里，总人口291人（2018年），人口密度6人/平方公里。